# Raid de Logan
Guerre amérindienne du Nord-Ouest
Batailles
- Raid de Logan
- Campagne de Harmar
- Big Bottom
- Dunlap's Station
- Campagne de Blackberry
- Kenapacomaqua
- Wabash
- Fallen Timbers

Le raid de Logan est une expédition militaire du début de la guerre amérindienne du Nord-Ouest. À l'automne 1786, sous les ordres de George Rogers Clark, le général Benjamin Logan mène une force de soldats fédéraux et de miliciens montés du Kentucky contre plusieurs villages shawnees dans la vallée de l'Ohio, le long de la rivière Mad, essentiellement protégés par des populations non combattantes puisque la plupart des guerriers sont partis défendre le village du chef Michikinikwa, menacé par une autre force remontant la rivière Wabash sous le commandement du général George Rogers Clark. Logan incendia treize villages shawnees, détruisit leurs vivres, et tua et captura de nombreux Amérindiens, dont le vieux chef de la tribu, Moluntha, qui fut rapidement assassiné par l'un des hommes de Logan.